# Вернер Левіш
Вернер Левіш (нім. Werner Löwisch; 22 лютого 1894, Айзенбах — 6 червня 1971, Ноєнбург-ам-Райн) — німецький військово-морський діяч, віце-адмірал крігсмаріне (1 липня 1944).

## Біографія
1 квітня 1912 року вступив на флот. Пройшов підготовку на важкому крейсері «Ганза» і у військово-морському училищі в Мюрвіке. Учасник Першої світової війни, служив на важкому крейсері «Роон» (2 серпня 1914 — 27 січня 1916) і на лінійному кораблі «Пруссія» (28 січня — 23 серпня 1916). 3 вересня 1916 року переведений в підводний флот, вахтовий офіцер на різних підводних човнах.
Після демобілізації армії залишений на флоті. З 16 червня 1919 по 13 липня 1920 року командував міноносцем Т-158. З 23 липня 1925 року — ад'ютант начальника Морського керівництва. З 28 вересня 1927 року — ад'ютант лінійного корабля «Ельзас». З 23 вересня 1929 року — інструктор військово-морського училища в Мюрвіку. З 15 вересня 1931 року — навігаційний офіцер на лінійному кораблі «Шлезвіг-Гольштейн», з 25 вересня 1934 року — 1-й офіцер Адмірал-штабу в штабі військово-морської станції «Нордзе». 2 жовтня 1937 року призначений командиром легкого крейсера «Лейпциг».
3 квітня 1939 року зайняв пост військово-морського аташе в Римі. Займався питаннями координації дій ВМФ Італії і Німеччини на Середземному морі. Після виходу Італії з війни і розриву дипломатичних відносин 13 вересня 1943 року переведений в розпорядження командування ВМС в Італії. 3 жовтня 1943 року очолив штаб зв'язку ВМС в Хорватії. 4 липня 1944 року призначений командувачем-адміралом на Адріатиці, але вже 17 липня переведений на посаду начальника німецького командування ВМС в Італії. 31 грудня 1944 року командування перетворено у Вище командування ВМС «Південь» і 1 січня 1945 року Левіш офіційно очолив його. 2 травня 1945 року капітулював. 25 червня 1947 року звільнений.

## Нагороди
- Залізний хрест
  - 2-го класу (8 вересня 1915)
  - 1-го класу (25 вересня 1919)
- Нагрудний знак підводника (1918) (8 вересня 1918)
- Орден Білого Сокола, лицарський хрест 2-го класу з мечами (1 листопада 1920)
- Німецький імперський спортивний знак
- Почесний хрест ветерана війни з мечами (30 січня 1935)
- Медаль «За вислугу років у Вермахті»
  - 4-го, 3-го і 2-го класу (18 років; 2 жовтня 1936) — отримав 3 нагороди одночасно.
  - 1-го класу (25 років; 1 квітня 1937)
- Орден Заслуг (Угорщина), командорський хрест (20 серпня 1938)
- Медаль «У пам'ять 22 березня 1939 року» (26 жовтня 1939)
- Медаль «У пам'ять 1 жовтня 1938 року» (20 грудня 1939)
- Орден Корони Італії, командорський хрест (20 березня 1941)
- Хрест Воєнних заслуг
  - 2-го класу з мечами (20 квітня 1941)
  - 1-го класу з мечами (30 січня 1942)
- Застібка до Залізного хреста 2-го і 1-го класу
- Савойський військовий орден, лицарський хрест (Королівство Італія; 28 лютого 1943)